# Atacta brasiliensis
Atacta brasiliensis är en tvåvingeart som beskrevs av Ignaz Rudolph Schiner 1868. Atacta brasiliensis ingår i släktet Atacta och familjen parasitflugor. Inga underarter finns listade i Catalogue of Life.